# Vaya con Dios (single van The Cats)
Vaya con Dios in een uitvoering van The Cats is een cover van Vaya con Dios van Inez James, Buddy Pepper en Larry Russell. Het lied had eerder succes in de Verenigde Staten in een uitvoering van Les Paul en Mary Ford. In 1972 bracht het succes voor de Volendamse muziekgroep. De titel van de single werd al snel gebruikt voor een verzamelalbum Vaya con Dios. De B-kanten, het was een maxisingle, waren van The Cats zelf.
Vanuit het publiek bestond er al jaren een grote behoefte aan een single van dit werk. Het was echter nooit de bedoeling van de Cats-leden geweest om het nummer op single uit te brengen. Het nummer was namelijk al in 1968 op de lp Cats verschenen en later ook nog op de verzamelalbums Times were when en The best of The Cats en The Cats wilden de kopers van de lp's niet irriteren door het nummer toch nog op single uit te brengen. Daarnaast was Piet Veerman erg onder de indruk van de versie van Ben E. King toen The Drifters hem nog als solozanger hadden. Na maandenlange druk van Bovema en ook steeds meer van de andere bandleden, zwichtte Veerman uiteindelijk en werd de single een grote hit.
De single bevat twee B-kanten: Don't waste my time dat werd geschreven door Cees Veerman en Take me with you van de hand van Arnold Mühren.

## Hitnotering
Van de single werden in Nederland 117.000 exemplaren verkocht.

### Nederlandse Top 40
Pop corn en I'll never drink again van Alexander Curly hielden The Cats van een hogere notering af.
| Positie: | 16 | 6 | 5 | 4 | 3 | 3 | 7 | 10 | 13 | 18 | 22 | 28 | 37 | 39 | uit |

### NederlandseDaverende 30
De eerste plaats bleef onbereikbaar door Demis Roussos’ My reason.
| Positie: | 29 | 10 | 3 | 2 | 2 | 2 | 7 | 11 | 13 | 16 | 25 | uit |

### BelgischeBRT Top 30
Julio Iglesias met Un canto a Galicia en Lynsey de Paul met Sugar me hielden The Cats van de eerste plaats.
| Positie: | 23 | 6 | 7 | 2 | 3 | 2 | 3 | 3 | 3 | 6 | 14 | 30 | uit |

### VlaamseUltratop 30
In deze lijst zat Julio Iglesias met Un canto a Galicia The Cats dwars.
| Positie: | 27 | 17 | 7 | 4 | 2 | 3 | 3 | 4 | 5 | 5 | 10 | 17 | uit |

### Evergreen Top 1000
| Evergreen Top 1000 "Vaya Con Dios" | Evergreen Top 1000 "Vaya Con Dios" | Evergreen Top 1000 "Vaya Con Dios" | Evergreen Top 1000 "Vaya Con Dios" | Evergreen Top 1000 "Vaya Con Dios" | Evergreen Top 1000 "Vaya Con Dios" | Evergreen Top 1000 "Vaya Con Dios" | Evergreen Top 1000 "Vaya Con Dios" | Evergreen Top 1000 "Vaya Con Dios" | Evergreen Top 1000 "Vaya Con Dios" | Evergreen Top 1000 "Vaya Con Dios" | Evergreen Top 1000 "Vaya Con Dios" | Evergreen Top 1000 "Vaya Con Dios" | Evergreen Top 1000 "Vaya Con Dios" | Evergreen Top 1000 "Vaya Con Dios" | Evergreen Top 1000 "Vaya Con Dios" | Evergreen Top 1000 "Vaya Con Dios" |
| Jaar                               | 2008                               | 2009                               | 2010                               | 2011                               | 2012                               | 2013                               | 2014                               | 2015                               | 2016                               | 2017                               | 2018                               | 2019                               | 2020                               | 2021                               | 2022                               | 2023                               |
| ---------------------------------- | ---------------------------------- | ---------------------------------- | ---------------------------------- | ---------------------------------- | ---------------------------------- | ---------------------------------- | ---------------------------------- | ---------------------------------- | ---------------------------------- | ---------------------------------- | ---------------------------------- | ---------------------------------- | ---------------------------------- | ---------------------------------- | ---------------------------------- | ---------------------------------- |
| Positie                            | 243                                | -                                  | 188                                | 188                                | 202                                | 38                                 | 69                                 | 37                                 | 122                                | 138                                | 59                                 | 65                                 | 77                                 | 92                                 | 65                                 | 51                                 |

### NPO Radio 2 Top 2000
| Nummer met noteringen in de NPO Radio 2 Top 2000 | '02  | '03  | '04  | '05  | '06  | '07  | '08  | '09  | '10  | '11  | '12  | '13  | '14  |
| ------------------------------------------------ | ---- | ---- | ---- | ---- | ---- | ---- | ---- | ---- | ---- | ---- | ---- | ---- | ---- |
| Vaya con Dios                                    | 1990 | 1120 | 1249 | 1166 | 1083 | 1157 | 1197 | 1196 | 1235 | 1520 | 1535 | 1725 | 1723 |

1. ↑  Een vetgedrukt getal geeft de hoogste notering aan.
2. ↑  2002 was het eerste jaar met een notering voor dit nummer.
3. ↑  Deze tabel is bijgewerkt tot en met de laatste editie (2024).